# Охман, Рональд
Нильс Рональд Охман (швед. Nils Ronald Åhman; род. 31 января 1957, Швеция) — бывший шведский футболист, защитник известный по выступлениям за клубы «Юргорден» и сборную Швеции. Участник чемпионата мира 1978 года.

## Клубная карьера
Охман начал карьеру в клубе «Сандвикен». В 1975 году игрок дебютировал за основной состав. В 1975 году Нильс перешёл в «Эребру». 31 июля в матче против «Сундсвалля» он дебютировал в Алсвенскан лиге. В 1978 году по чемпионата мира Охман перешёл в «Юргорден» в составе которого провёл 5 сезонов. В возрасте 26 лет он принял решение завершить профессиональную карьеру, чтобы сконцентрироваться на учебе и получить степень бакалавра по экономике и психологии. Он не бросил футбол и выступал за полупрофессиональные клубы «Сундбюберг» и «Вартанс».

## Международная карьера
19 апреля 1978 года в товарищеском матче против сборной Германии Охман дебютировал за сборную Швеции. В 1978 году Рональд принял участие в чемпионате мира в Аргентине. На турнире он был запасным и на поле не вышел.